# Kiryat Gat
Kiryat Gat (tiếng Hebrew: קריית גת, tiếng Ả Rập: كريات جات/كريات غات) là một thành phố Israel. Thành phố thuộc quận Nam. Thành phố có diện tích 16,302km2, dân số năm 2009 là 47.400 người.